# 克劳德·皮埃尔
克劳德·皮埃尔（法語：Claude Puel，1961年9月2日—），是一名法國的足球教練，近年曾執教球隊為英格蘭超級聯賽球會李斯特城。2018年10月27日接受完李斯特城對韋斯咸的賽後訪問後，一度谣传死于萊斯特城老闆維猜的專用直升機空难，最后证实并不在直升机上。